# Souper Ligka Ellada 2021-2022
La Souper Ligka Ellada 2021-2022 è stata l'86ª edizione della massima serie del campionato greco di calcio, la 63ª a girone unico, iniziata l'11 settembre 2021 e terminata il 17 maggio 2022. L'Olympiacos, squadra campione in carica, si è riconfermato conquistando il titolo per la quarantasettesima volta nella sua storia.

## Stagione

### Novità
Il campionato prevede la disputa di due fasi, una fase regolare, a cui seguiranno una fase per decidere i campioni e una per le retrocessioni.
Dalla stagione precedente è retrocesso il Larissa. Dalla Souper Ligka Ellada 2 è stato promosso lo Ionikos.

### Formula
Le 14 squadre partecipanti si affrontano in un girone all'italiana con partite di andata e ritorno, per un totale di 26 giornate.
Le prime 6 classificate partecipano alla poule scudetto, affrontandosi in un girone all'italiana con partite di andata e ritorno, per un totale di 10 giornate. Le squadre mantengono il punteggio guadagnato durante la stagione regolare. La squadra prima classificata è campione della Grecia e si qualifica al secondo turno di qualificazione della UEFA Champions League 2022-2023; la seconda e la terza classificate, più la vincente della Coppa di Grecia 2021-2022, si qualificano, rispettivamente, al secondo e al terzo turno di qualificazione della UEFA Europa Conference League 2022-2023.
Le squadre classificate dal 7º al 14º posto partecipano alla poule retrocessione, affrontandosi in un girone all'italiana con partite di sola andata, per un totale di 7 giornate. Le squadre mantengono il punteggio guadagnato durante la stagione regolare. L'ultima classificata retrocede in Souper Ligka 2, mentre la penultima disputa uno spareggio promozione retrocessione con la seconda classificata della Souper Ligka 2.

### Avvenimenti
Il 1º settembre 2021 la corte sportiva federale infligge 6 punti di penalizzazione all'Arīs Salonicco per aver falsificato il documento di Borce Laskov che era tesserato con le giovanili nella stagione 2019-20. Il 3 marzo 2022, il TAS di Losanna annulla la penalizzazione.
Il 26 febbraio 2022 la corte sportiva infligge 5 punti di penalizzazione al PAS Giannina. L'8 marzo successivo, la corte d'appello dell'EPO restituisce i cinque punti sottratti.

## Squadre partecipanti
| Club             | Città     | Stadio                          | Stagione precedente            |
| ---------------- | --------- | ------------------------------- | ------------------------------ |
| AEK Atene        | Atene     | Stadio olimpico Spyros Louīs    | 4º posto                       |
| Apollōn Smyrnīs  | Atene     | Stadio Georgios Kamaras         | 12º posto                      |
| Arīs Salonicco   | Salonicco | Stadio Kleanthis Vikelidis      | 3º posto                       |
| Asteras Tripolīs | Tripoli   | Stadio Theodōros Kolokotrōnīs   | 7º posto                       |
| Atromītos        | Peristeri | Stadio Peristeri                | 6º posto                       |
| Ionikos          | Il Pireo  | Stadio Neapoli                  | 1º posto Souper Ligka Ellada 2 |
| Lamia            | Lamia     | Stadio municipale               | 10º posto                      |
| OFI Creta        | Candia    | Stadio Theodoros Vardinogiannis | 12º posto                      |
| Olympiacos       | Il Pireo  | Stadio Geōrgios Karaiskakīs     | Campione                       |
| Panaitōlikos     | Agrinio   | Stadio Panaitolikou             | 13º posto                      |
| Panathīnaïkos    | Atene     | Stadio Apostolos Nikolaidis     | 5º posto                       |
| PAOK             | Salonicco | Stadio Toumba                   | 2º posto                       |
| PAS Giannina     | Giannina  | Stadio Zosimades                | 9º posto                       |
| Volo             | Volo      | Stadio Panthessaliko            | 7º posto                       |

## Allenatori
| Squadra          | Allenatore |
| ---------------- | --- |
| AEK Atene        | Vladan Milojević (1ª-5ª) Argirios Giannikīs (6ª-25ª) Sokratis Ofrydopoulos (26ª-36ª)                                   |
| Apollōn Smyrnīs  | Giannis Petrakis (1ª-3ª) Gianluca Festa (4ª-15ª) Marco Grote (16ª-19ª) Gianluca Festa (20ª-24ª) Babis Tennes (25ª-33ª) |
| Arīs Salonicco   | Akis Mantzios (1ª-24ª) Germán Burgos (25ª-36ª)                                                                         |
| Asteras Tripolīs | Milan Rastavac |
| Atromītos        | Ángel López Pérez (1ª-3ª) Georgios Paraschos (4ª-15ª) Chris Coleman (16ª-33ª)                                          |
| Iōnikos          | Dimitrios Spanos |
| Lamia            | Michalīs Grīgoriou (1ª-25ª) Gianluca Festa (26ª-33ª)                                                                   |
| OFI Creta        | Nikolaos Nioplias |
| Olympiakos       | Pedro Martins |
| Panaitōlikos     | Giannīs Anastasiou |
| Panathīnaïkos    | Ivan Jovanović |
| PAOK Salonicco   | Răzvan Lucescu |
| PAS Giannina     | Iraklis Metaxas |
| Volo             | Guillermo Abascal (1ª-14ª) Konstantinos Bratsos (16ª-33ª)                                                              |

## Prima fase

### Classifica finale
|  | Pos. | Squadra          | Pt | G  | V  | N  | P  | GF | GS | DR  |
|  | ---- | ---------------- | -- | -- | -- | -- | -- | -- | -- | --- |
|  | 1.   | Olympiacos       | 65 | 26 | 20 | 5  | 1  | 47 | 14 | +33 |
|  | 2.   | PAOK             | 53 | 26 | 16 | 5  | 5  | 50 | 24 | +26 |
|  | 3.   | AEK Atene        | 46 | 26 | 14 | 4  | 8  | 42 | 28 | +14 |
|  | 4.   | Arīs Salonicco   | 45 | 26 | 13 | 6  | 7  | 28 | 21 | +7  |
|  | 5.   | Panathīnaïkos    | 42 | 26 | 13 | 3  | 10 | 41 | 21 | +20 |
|  | 6.   | PAS Giannina     | 40 | 26 | 11 | 7  | 8  | 28 | 24 | +4  |
|  | 7.   | OFI Creta        | 37 | 26 | 9  | 10 | 7  | 33 | 32 | +1  |
|  | 8.   | Asteras Tripolīs | 35 | 26 | 10 | 5  | 11 | 27 | 29 | -2  |
|  | 9.   | Panaitōlikos     | 32 | 26 | 9  | 5  | 12 | 27 | 39 | -12 |
|  | 10.  | Volo             | 30 | 26 | 8  | 6  | 12 | 35 | 42 | -7  |
|  | 11.  | Ionikos          | 26 | 26 | 6  | 8  | 12 | 26 | 34 | -8  |
|  | 12.  | Atromītos        | 23 | 26 | 6  | 5  | 15 | 27 | 47 | -20 |
|  | 13.  | Lamia            | 18 | 26 | 4  | 6  | 16 | 19 | 37 | -18 |
|  | 14.  | Apollōn Smyrnīs  | 13 | 26 | 2  | 7  | 17 | 9  | 47 | -38 |

Legenda:
      Ammesse alla poule scudetto
      Ammesse alla poule retrocessione
Regolamento:
Tre punti a vittoria, uno a pareggio, zero a sconfitta.

### Risultati
|                  | AEK  | ApS  | ArS  | AsT  | Atr  | Ion  | Lam  | OFI  | Oly  | Pan  | Pnt  | PAO  | PAS  | Vol  |
| ---------------- | ---- | ---- | ---- | ---- | ---- | ---- | ---- | ---- | ---- | ---- | ---- | ---- | ---- | ---- |
| AEK Atene        | –––– | 3-0  | 2-1  | 2-1  | 3-0  | 3-0  | 1-0  | 1-2  | 2-3  | 1-2  | 1-0  | 1-1  | 2-0  | 1-2  |
| Apollon Smyrnis  | 2-2  | –––– | 0-0  | 0-1  | 0-2  | 0-0  | 0-0  | 0-3  | 0-0  | 0-0  | 0-3  | 0-2  | 1-0  | 1-3  |
| Arīs Salonicco   | 2-1  | 0-0  | –––– | 1-0  | 3-0  | 1-0  | 0-0  | 0-0  | 2-1  | 5-1  | 1-0  | 0-0  | 0-5  | 0-2  |
| Asteras Tripolīs | 0-0  | 1-0  | 0-2  | –––– | 6-2  | 2-3  | 0-1  | 1-0  | 0-2  | 1-0  | 2-1  | 0-1  | 2-0  | 1-0  |
| Atromītos        | 0-2  | 4-1  | 1-3  | 2-0  | –––– | 0-2  | 3-1  | 2-2  | 0-3  | 1-2  | 0-2  | 2-0  | 1-1  | 2-1  |
| Ionikos          | 0-1  | 4-0  | 1-0  | 1-1  | 2-1  | –––– | 1-2  | 0-0  | 0-3  | 1-2  | 0-1  | 3-2  | 0-0  | 1-1  |
| Lamia            | 0-2  | 1-2  | 0-1  | 0-2  | 2-2  | 2-1  | –––– | 2-1  | 1-2  | 2-2  | 1-3  | 0-2  | 0-1  | 2-2  |
| OFI Creta        | 3-3  | 2-0  | 1-1  | 0-0  | 2-0  | 2-1  | 0-0  | –––– | 1-3  | 2-4  | 3-2  | 1-3  | 1-1  | 2-1  |
| Olympiakos       | 1-0  | 4-1  | 1-0  | 5-1  | 0-0  | 1-0  | 1-0  | 2-0  | –––– | 3-1  | 0-0  | 2-1  | 2-0  | 2-1  |
| Panaitōlikos     | 1-3  | 1-0  | 0-2  | 0-0  | 2-1  | 2-2  | 1-0  | 1-2  | 1-2  | –––– | 1-0  | 1-2  | 0-1  | 0-0  |
| Panathinaikos    | 3-0  | 4-0  | 2-0  | 0-1  | 2-0  | 4-1  | 2-0  | 0-0  | 0-0  | 2-0  | –––– | 1-3  | 2-0  | 5-1  |
| PAOK             | 2-0  | 4-1  | 0-1  | 3-2  | 1-0  | 1-1  | 2-1  | 3-0  | 1-1  | 2-0  | 2-1  | –––– | 0-1  | 4-4  |
| PAS Giannina     | 1-2  | 2-0  | 2-0  | 1-1  | 1-1  | 1-0  | 1-0  | 1-1  | 1-2  | 3-0  | 1-0  | 0-4  | –––– | 3-2  |
| Volo             | 1-3  | 1-0  | 1-2  | 2-1  | 3-0  | 1-1  | 2-1  | 0-2  | 0-1  | 1-2  | 3-1  | 0-4  | 0-0  | –––– |

## Poule scudetto
Le sei squadre miglior classificate nella stagione regolare si incontrano due volte per un totale di 10 partite per squadra. Le squadre cominciano la Poule scudetto con i punti ottenuti nella stagione regolare.

### Classifica finale
Fonte: sito ufficiale.
|                   | Pos. | Squadra        | Pt | G  | V  | N  | P  | GF | GS | DR  |
| ----------------- | ---- | -------------- | -- | -- | -- | -- | -- | -- | -- | --- |
| Grecia (bandiera) | 1.   | Olympiacos     | 83 | 36 | 25 | 8  | 3  | 62 | 26 | +36 |
|                   | 2.   | PAOK           | 64 | 36 | 19 | 7  | 10 | 58 | 33 | +25 |
|                   | 3.   | Arīs Salonicco | 62 | 36 | 18 | 8  | 10 | 39 | 28 | +11 |
|                   | 4.   | Panathīnaïkos  | 61 | 36 | 18 | 7  | 11 | 52 | 26 | +26 |
|                   | 5.   | AEK Atene      | 56 | 36 | 16 | 8  | 12 | 56 | 42 | +14 |
|                   | 6.   | PAS Giannina   | 46 | 36 | 12 | 10 | 14 | 34 | 42 | -8  |

Legenda:

      Campione della Grecia e ammessa alla UEFA Champions League 2022-2023
      Ammessa alla UEFA Europa Conference League 2022-2023
Regolamento:

Tre punti per la vittoria, uno per il pareggio, zero per la sconfitta.

### Risultati
|                | AEK  | ArS  | Oly  | Pnt  | PAO  | PAS  |
| -------------- | ---- | ---- | ---- | ---- | ---- | ---- |
| AEK Atene      | –––– | 1-2  | 2-3  | 0-0  | 0-1  | 3-0  |
| Arīs Salonicco | 3-2  | –––– | 0-1  | 0-0  | 1-0  | 0-0  |
| Olympiakos     | 1-1  | 2-1  | –––– | 1-2  | 1-1  | 3-2  |
| Panathīnaïkos  | 1-1  | 1-0  | 1-0  | –––– | 2-1  | 4-0  |
| PAOK Salonicco | 1-1  | 0-1  | 1-2  | 2-0  | –––– | 1-0  |
| PAS Giannina   | 2-3  | 0-3  | 1-1  | 0-0  | 1-0  | –––– |

## Poule retrocessione
Le ultime otto squadre classificate nella stagione regolare si incontrano una volta sola per un totale di 7 partite per squadra. Le squadre cominciano la Poule retrocessione con i punti ottenuti nella stagione regolare.

### Classifica finale
Fonte: sito ufficiale.
|  | Pos. | Squadra          | Pt | G  | V  | N  | P  | GF | GS | DR  |
|  | ---- | ---------------- | -- | -- | -- | -- | -- | -- | -- | --- |
|  | 7.   | Ionikos          | 45 | 33 | 12 | 9  | 12 | 44 | 42 | +2  |
|  | 8.   | OFI Creta        | 44 | 33 | 11 | 11 | 11 | 40 | 45 | -5  |
|  | 9.   | Asteras Tripolīs | 41 | 33 | 11 | 8  | 14 | 33 | 37 | -4  |
|  | 10.  | Volo             | 40 | 33 | 10 | 10 | 13 | 47 | 48 | -1  |
|  | 11.  | Panaitōlikos     | 37 | 33 | 10 | 7  | 16 | 32 | 48 | -16 |
|  | 12.  | Atromītos        | 33 | 33 | 8  | 9  | 16 | 33 | 52 | -19 |
|  | 13.  | Lamia            | 26 | 33 | 6  | 8  | 19 | 24 | 44 | -20 |
|  | 14.  | Apollōn Smyrnīs  | 22 | 33 | 4  | 10 | 19 | 16 | 57 | -41 |

Legenda:
   Ammessa allo spareggio promozione/retrocessione.
      Retrocesse in Souper Ligka 2 2022-2023
Regolamento:
Tre punti a vittoria, uno a pareggio, zero a sconfitta.

### Risultati
|                  | ApS | AsT  | Atr  | Iōn  | Lam  | OFI  | Pan  | Vol  |
| ---------------- | --- | ---- | ---- | ---- | ---- | ---- | ---- | ---- |
| Apollōn Smyrnīs  |     |      |      |      | 0-0  |      | 1-0  | 1-1  |
| Asteras Tripolīs | 2-2 | –––– | 0-0  | 2-3  | 0-2  |      |      |      |
| Atromītos        | 1-0 |      | –––– | 0-1  |      | 1-1  |      |      |
| Iōnikos          | 5-1 |      |      | –––– |      |      | 3-1  | 2-2  |
| Lamia            |     |      | 0-0  | 0-1  | –––– | 1-2  |      |      |
| OFI Creta        | 1-2 | 1-0  |      | 2-3  |      | –––– | 0-1  |      |
| Panaitōlikos     |     | 0-0  | 2-3  |      | 1-2  |      | –––– | 0-0  |
| Volo             |     | 0-2  | 1-1  |      | 3-0  | 5-0  |      | –––– |

## Spareggio promozione/retrocessione
|           | Risultati |           | Luogo e data          |
| --------- | --------- | --------- | --------------------- |
| NPS Veria | 1 - 2     | Lamia     | Veria, 11 giugno 2022 |
| Lamia     | 1 - 1     | NPS Veria | Lamia, 18 giugno 2022 |

## Statistiche

### Classifica marcatori
Fonte: Sito ufficiale.
| Gol |  |  | Giocatore           | Squadra        |
| --- |  |  | ------------------- | -------------- |
| 17  |  |  | Tom van Weert       | Volo           |
| 16  |  |  | Youssef El-Arabi    | Olympiakos     |
| 15  |  |  | Jasmin Kurtić       | PAOK Salonicco |
| 14  |  |  | Euthymios Koulourīs | Atromītos      |
| 12  |  |  | Sergio Araujo       | AEK Atene      |
| 11  |  |  | Sebastián Palacios  | Panathīnaïkos  |